# Uniqlo

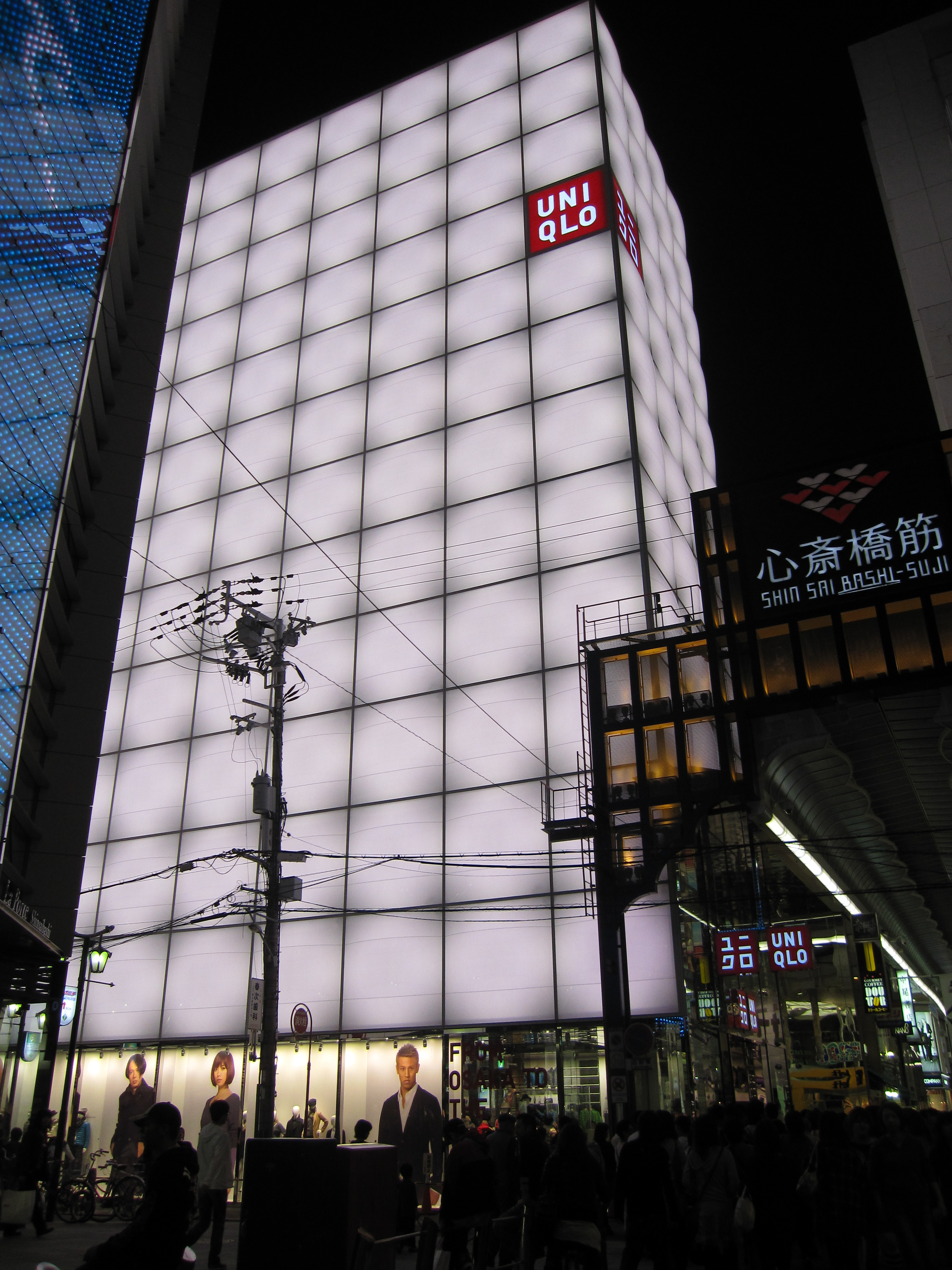
Uniqlo Osaka

K.K. Uniqlo (jap. 株式会社ユニクロ, Kabushiki-gaisha Yunikuro) ist gemessen am Umsatz der größte Bekleidungseinzelhändler in Japan. Uniqlo wurde 1949 im japanischen Yamaguchi gegründet und gehört zur Unternehmensgruppe Fast Retailing, die vom Milliardär Tadashi Yanai geführt wird. Dieser hat die Marke innerhalb von Jahren zu einem ernstzunehmenden Konkurrenten von Textil-Branchenriesen wie Inditex und H&M gemacht. Weltweit gab es 2021 über 2.300 Läden.

## Geschichte
1974 gründete das Familiengeschäft für Herrenbekleidung Ogōri Shōji (heute Fast Retailing) das Tochterunternehmen Sunroad.
Am 2. Juni 1984 eröffnete Ogōri Shōji in Hiroshima einen Laden für Unisex-Alltagsbekleidung unter dem Namen Unique Clothing Warehouse, was später auf Uniqlo verkürzt wurde. Gegen 1998 begann das Unternehmen mit einem Eigenmarken-Geschäftsmodell, hauptsächlich preisgünstige Fleece-Produkte, mit denen Uniqlo schnell expandieren konnte.
Nach der Umstrukturierung von Fast Retailing als Holdinggesellschaft 2005 wurden die Uniqlo-Ladengeschäfte dem Tochterunternehmen Sunroad übertragen und dieses in Uniqlo umfirmiert.
Heute hat das Unternehmen ca. 30.000 Mitarbeiter. Außerhalb Japans gibt es Uniqlo-Geschäfte u. a. in China, Hongkong, Südkorea, Australien, Malaysia, Singapur, Indonesien, auf den Philippinen, in Russland (aktuell suspendiert), Großbritannien, Vietnam, Thailand, Taiwan, Indien, den USA, Frankreich, Belgien, den Niederlanden, Italien, Spanien, Dänemark, Schweden, Polen, Luxemburg und Deutschland. Weltweit gibt es über 2700 Ladengeschäfte, davon über 800 in Japan, in Tokio etwa 100 (Stand Oktober 2023).
Uniqlo bietet preislich günstigere Markenkleidung, vergleichbar mit Zara, Mango und H&M. Mit einigen bekannteren Modedesignern wird kooperiert, etwa Philip Lim oder Alexander Wang. Jil Sander brachte in den Jahren 2009 bis 2011 als Creative Director ihr eigenes Label +J auf den Markt, das 2011 mit dem Brit Insurance Fashion Award im Design Museum London ausgezeichnet wurde.
In Japan selbst leidet das Image der Marke Uniqlo unter ihrer Allgegenwart. So hat sich dort das Jugendwort unibare (ユニバレ) etabliert – ein Kofferwort aus Uniqlo und bareru ‚herauskommen, ans Licht kommen‘ –, womit man sich über deren Träger lustig macht.
Bekanntester Markenvertreter von Uniqlo ist seit Juli 2018 der Schweizer Tennisprofi Roger Federer.
Am 3. Juni 2019 nahm der Künstler und aktuelle Dior Homme-Kollaborateur KAWS an KAWS x UNIQLO UT teil. „Vielleicht, weil alle anderen Kollektionen die gedämpfte Uniqlo-Marke waren, konnte die subversive Kunst von KAWS umso mehr hervorstechen.“
Im November 2022 eröffnete Uniqlo einen neuen Remake- und Reparaturservice in Tokio. Re. Uniqlo Repair Studio bot Reparaturen am selben Tag und individuelle Umarbeitungen von bei Uniqlo gekaufter Kleidung an. Der Service war probeweise bis zum 31. März 2023 geöffnet, zuvor wurde er bereits in Filialen in Deutschland, Großbritannien und den USA eingeführt.
Am 16. August 2023 kündigte Uniqlo eine Kollektion mit der Designerin Clare Waight Keller an, der ehemaligen Kreativdirektorin der Luxusmarken Chloé und Givenchy. Die 34-teilige Herbstkollektion wurde im September 2023 in 1.500 Geschäften weltweit sowie online eingeführt.[veraltet]

### Uniqlo in Deutschland
In Deutschland gibt es aktuell zehn Uniqlo-Filialen, sechs davon in Berlin. Am 11. April 2014 wurde die erste deutsche Filiale in Berlin eröffnet. Im Oktober 2015 eröffnete eine weitere Filiale am Leipziger Platz in Berlin, im Mai 2016 die nächste am Hackeschen Markt. Am 28. Oktober 2016 eröffnete eine Filiale in Stuttgart in der Königstraße. Düsseldorf und Köln folgten 2018. Im Oktober 2020 wurde eine Filiale in Hamburg auf vier Stockwerken direkt neben dem Hamburger Rathaus eröffnet. Es wurde angekündigt, dass Uniqlo eine neue Flaggschiff-Filiale in Frankfurt am Main an der Hauptwache im Herbst 2025 eröffnen wird. Ebenfalls wurde angekündigt, dass Uniqlo 2025 die erste Filiale in München an der Leopoldstraße eröffnen wird und die Uniqlo-Filiale in Köln von der Hohe Straße in größere Räumlichkeiten an der Schildergasse umziehen wird.